# Fay Babcock
Pour les articles homonymes, voir Babcock.
Fay Babcock, née le 15 juin 1895 à San Francisco (États-Unis) et morte le 12 novembre 1970 à Los Angeles (États-Unis), est une chef décoratrice américaine qui a travaillé à Hollywood.
Elle est l'une des premières femmes à avoir eu un succès considérable dans la profession.

## Biographie
Fay Babcock a obtenu une nomination aux Oscars pour La Justice des hommes (The Talk of the Town, 1942) et La Reine de Broadway (Cover Girl, 1944).
Ses autres crédits incluent Ma sœur est capricieuse (My Sister Eileen, 1942), Le Cavalier du crépuscule (Love Me Tender, 1956) et la série télévisée Maverick.

## Filmographie partielle

### Comme chef décoratrice
- 1931 : Docteur Karlov (Drums of Jeopardy) de George B. Seitz
- 1938 : Miss Catastrophe (There's Always a Woman)
- 1939 : Nous irons à Paris
- 1939 : L'Étonnant M. Williams
- 1940 : Blondie on a Budget
- 1941 : Une femme de trop
- 1943 : Plus on est de fous
- 1943 : Duel dans la nuit
- 1944 : Nine Girls
- 1944 : La Reine de Broadway (Cover Girl)
- 1944 : Coup de foudre (Together Again)
- 1945 : Sagebrush Heroes (en)
- 1945 : Leave It to Blondie
- 1945 : Rough Ridin' Justice (en)
- 1945 : Rockin' in the Rockies
- 1945 : Boston Blackie Booked on Suspicion
- 1945 : Boston Blackie's Rendezvous
- 1946 : The Return of Monte Cristo
- 1947 : Traquée (Framed)
- 1947 : Second Chance de James Tinling
- 1948 : The Challenge (en)
- 1948 : 13 Lead Soldiers
- 1948 : Shed No Tears
- 1948 : The Checkered Coat
- 1948 : The Creeper
- 1948 : Night Wind de James Tinling
- 1948 : Trouble Preferred de James Tinling
- 1949 : Miss Mink of 1949
- 1949 : I Cheated the Law
- 1949 : Tucson
- 1950 : The Great Plane Robbery (en)d'Edward L. Cahn
- 1950 : Beware of Blondie
- 1950 : Across the Badlands
- 1950 : The Tougher They Come
- 1951 : Her First Romance
- 1953 : Cat-Women of the Moon
- 1954 : Duffy of San Quentin
- 1955 : Les Rubis du prince birman
- 1955 : Double Jeopardy
- 1955 : Lay That Rifle Down
- 1955 : Whisky, miracles et revolver
- 1955 : Un homme traqué
- 1955 : La Révolte des Navajos
- 1956 : La Horde sauvage
- 1956 : À vingt-trois pas du mystère (23 Paces to Baker Street)
- 1956 : Le Cavalier du crépuscule (Love Me Tender)
- 1956 : Hollywood or Bust
- 1956 : Terre sans pardon (Three Violent People)
- 1957 : Les Naufragés de l'autocar (The Wayward Bus)
- 1957 : Le Tueur de daims
- 1957 : Torpilles sous l'Atlantique
- 1958 : In Love and War
- 1958 : A Nice Little Bank That Should Be Robbed
- 1959 : The Sad Horse
- 1960 : Key Witness (en)
- 1961 : Gold of the Seven Saints

### Département artistique
- 1937 : Les Horizons perdus
- 1942 : La Justice des hommes
- 1942 : Ma sœur est capricieuse
- 1943 : Something to Shout About
- 1954 : The Steel Cage

### Directeur artistique
- 1931 : The Drums of Jeopardy

## Récompenses et distinctions
- (en) Fay Babcock: Awards, sur l'Internet Movie Database